# Tolmin
Tolmin (en italien : Tolmino, en allemand : Tolmein) est une commune (občina) de Slovénie, située dans le Littoral slovène à l'extrémité occidentale du pays.
La commune, selon les critères définis dans la Convention alpine, a reçu le titre de Ville alpine de l'année en 2016. 

## Géographie
Tolmin est située sur un plateau à environ 200 m d'altitude au pied sud des Alpes juliennes, à la confluence entre le fleuve Isonzo (Soča) et ses affluents la Tolminka et l'Idrijca. C'est l'une des quinze municipalités de la région de Goriška.
Le centre-ville se trouve à l'un des points centraux du trafic de la région ; les raccordements de route mènent à Kobarid et la frontière italienne à l'ouest, à Idrija, Logatec et la capitale Ljubljana à 87 km à l'est, ainsi qu'à Nova Gorica/Gorizia au sud.
Le territoire communal s'étend en partie sur le parc national du Triglav au nord, le seul parc national du pays.

### Villages
Les villages qui composent la commune sont Bača pri Modreju, Bača pri Podbrdu, Bukovski Vrh, Daber, Dolenja Trebuša, Dolgi Laz, Dolje, Drobočnik, Čadrg, Čiginj, Gabrje, Gorenja Trebuša, Gorenji Log, Gorski Vrh, Grahovo ob Bači, Grant, Grudnica, Hudajužna, Idrija pri Bači, Kal, Kamno, Kanalski Lom, Klavže, Kneške Ravne, Kneža, Koritnica, Kozaršče, Kozmerice, Kuk, Lisec, Ljubinj, Logaršče, Loje, Modrej, Modrejce, Most na Soči, Obloke, Pečine, Petrovo Brdo, Podbrdo, Podmelec, Polje, Poljubinj, Ponikve, Porezen, Postaja, Prapetno, Prapetno Brdo, Roče, Rut, Sela nad Podmelcem, Sela pri Volčah, Selce, Selišče, Slap ob Idrijci, Stopnik, Stržišče, Temljine, Tolmin, Tolminske Ravne, Tolminski Lom, Trtnik, Volarje, Volčanski Ruti, Volče, Zadlaz-Čadrg, Zadlaz-Žabče, Zakraj, Zatolmin, Znojile, Šentviška Gora et Žabče.

## Histoire
Avant la période romaine, la zone fut habitée par Illyriens. Les peuplades Slaves, à l'origine des Slovènes, arrivèrent dans la région vers le VIe siècle. La vallée de l'Isonzo jusqu'au pied des Alpes juliennes faisait partie du duché de Frioul, l'un des États institués par les Lombards en Italie (la Lombardie majeure). Conquis par Charlemagne en 774, cette terre est devenue une possession du Saint-Empire romain au Moyen Âge central et fut incorporée dans la vaste marche de Vérone en 952. À partir de 1077, elle appartenait à la sphère d'influence des seigneurs temporels du patriarcat d'Aquilée.

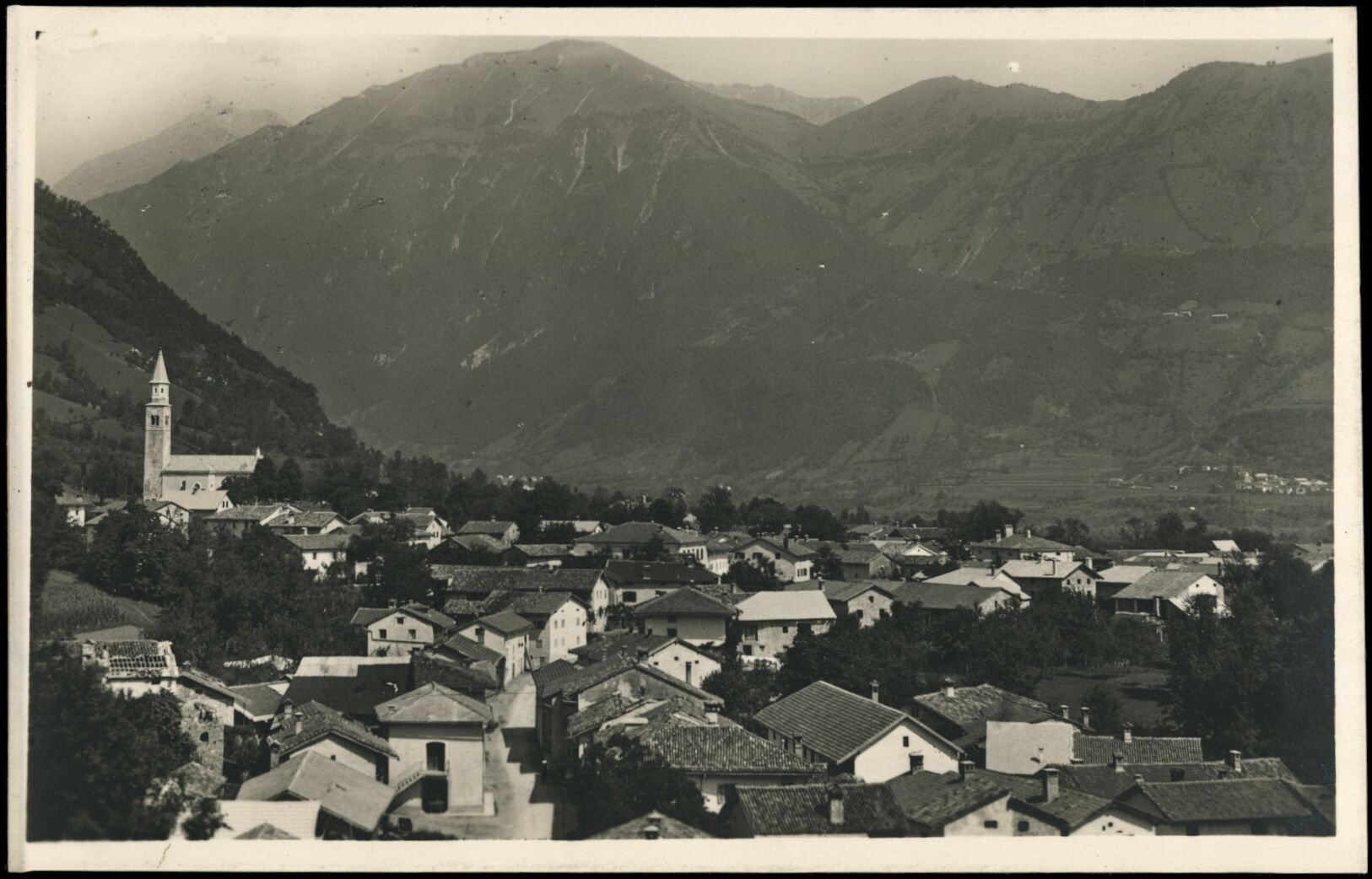
Vue sur Tolmin, vers l'an 1930.

La plupart de la région appartint ensuite à la république de Venise, à part de la Goriška, les domaines des comtes de Goritz qui en 1500 sont soumis sous la tutelle des archiducs autrichiens de la maison de Habsbourg. Avec les duchés adjacentes de Carinthie et de Carniole ils furent administrés au sein de l'Autriche intérieure. La zone de Tolmein était gérée par le comte Anton Coronini. Plusieurs soulèvements eurent lieu à cette époque dont une révolte des paysans de 1713, à l'encontre des charges fiscales. Cette insurrection se propagea dans toute la partie occidentale de ce qui est aujourd'hui la Slovénie. Elle fut réprimée par l'armée impériale de la monarchie de Habsbourg et les onze meneurs de la révolte furent décapités.
Une partie du comté de Gorizia et Gradisca au sein du Littoral autrichien, Tolmein durant la Première Guerre mondiale accueillit une base militaire très importante lors des douze batailles de l'Isonzo entre l'Autriche-Hongrie et le royaume d'Italie. La région passa sous la tutelle de l'Italie de 1918 à 1943. De 1943 à 1945, la région fut ensuite occupée par les forces armées de l'Allemagne nazie. Ce n'est qu'en 1945 que la région fut libérée par les partisans yougoslaves. En 1947, la zone fit partie de la zone provisoire B de Trieste qui fut annexée en 1954 à la toute nouvelle république fédérative socialiste de Yougoslavie et en particulier dans la république socialiste de Slovénie qui est devenue la Slovénie.

## Démographie
Entre 1999 et 2021, la population de la commune de Tolmin a légèrement diminué pour atteindre une population proche des 11 000 habitants,. Vu sa proximité avec l'Italie, la ville accueille une petite minorité linguistique italienne qui est restée malgré le passage de la ville à la Yougoslavie entre 1947 et 1954.
Évolution démographique
| 1999   | 2000   | 2001   | 2002   | 2003   | 2004   | 2005   | 2006   | 2007   |
| ------ | ------ | ------ | ------ | ------ | ------ | ------ | ------ | ------ |
| 12 345 | 12 375 | 12 352 | 12 192 | 12 112 | 12 110 | 11 992 | 11 992 | 11 939 |
| 2008   | 2009   | 2010   | 2011   | 2012   | 2013   | 2014   | 2015   | 2016   |
| 11 980 | 11 730 | 11 716 | 11 634 | 11 628 | 11 578 | 11 461 | 11 385 | 11 281 |
| 2017   | 2018   | 2019   | 2020   | 2021   |        |        |        |        |
| 11 211 | 11 147 | 11 073 | 11 003 | 11 018 |        |        |        |        |

## Curiosités
- Tolmin abrite des ruines d'une forteresse préhistorique situées sur la colline Kozlov Rob. Un château fort  y fut reconstruit sous le règne des patriarches d’Aquilée.
- L'église de l'Esprit Saint de Javorca, datée de 1916, commémore la mort des soldats aux batallies de l'Isonzo. Ce bâtiment est l'un des très rares de style Art nouveau en Slovénie.
- Tolmin est un haut lieu de parapente. De nombreux vols de distance démarrent des hauteurs de cette ville pour suivre la vallée de la Soca. Les voilures bariolées sont un spectacle des plus plaisants en été.

## Festivals
Depuis 2004, la ville de Tolmin accueille chaque année le festival de heavy metal MetalDays. Il accueille également le Overjam International Reggae Festival depuis 2000 et le Punk Rock Holiday depuis 2011.

## Personnages célèbres
- Anton Haus (1851-1917), amiral de la marine austro-hongroise durant la Première Guerre mondiale ;
- Ciril Kosmač (1910-1980), écrivain.

## Jumelages
- Vicchio,  Italie, depuis 1981.